# Schwarzfall
Schwarzfall ist der Titel eines dystopischen Romans aus dem Jahr 2010 von Peter Schwindt, der vor allem als Autor der Hörspiele und der Jugendbuchreihe um den Zeitreisenden Justin Time bekannt geworden ist. Der realistische Thriller spielt in Frankfurt am Main und beschreibt die Entwicklung der Gesellschaft nach einem lang anhaltenden, deutschlandweiten Stromausfall.

## Inhalt

### Allgemeines und formaler Aufbau
Aufgrund einer monatelangen Hitzeperiode bricht in Deutschland und in angrenzenden Ländern die Stromversorgung zusammen, nachdem ein großer Teil der Kraftwerke aufgrund nicht ausreichender Mengen an Kühlwasser abgeschaltet werden musste und auch die Leitungssysteme durch den Mehrverbrauch und die Hitze außer Betrieb genommen werden. Der Stromausfall kommt plötzlich, ohne Vorankündigung und dauert über einen längeren Zeitraum an – ein Blackout, auf deutsch ein „Schwarzfall“, der auch Frankfurt am Main trifft. Die Entwicklung nach dem Stromausfall wird über drei sich verwebende Handlungsstränge mit verschiedenen Hauptpersonen erzählt. Formal ist der Roman in zahlreiche nicht nummerierte und nicht über Zwischenüberschriften als solche ausgewiesene Kapitel gegliedert, bei denen jeweils zwischen den einzelnen Erzählsträngen gewechselt wird.
Die Geschichte spielt in der heutigen Zeit, was unter anderem an der Beschreibung der verschiedenen Fahrzeuge und anderer Gegenstände wie bsp. Opel Zafira, Xbox etc. erkennbar ist. Der Autor hält sich zudem sehr genau an die ihm bekannten Einzelheiten der Stadt Frankfurt am Main, die teilweise sehr detailliert beschrieben werden. Dies trifft insbesondere für den Ortsteil Frankfurt-Seckbach und die Siedlung rund um den Huthpark und die Wohnung der Hauptperson Harald Hellmann in der Straße Im Staffel zu. Einzelne Details sind allerdings auch erfunden, so existiert etwa keine Beethoven-Gesamtschule im Frankfurter Ortsteil Bornheim und auch das Johannes-Krankenhaus gibt es in der Realität nicht.
Der Autor nimmt Bezug auf tatsächlich stattgefundene historische Ereignisse, wie etwa die Ermordung des FDP-Politikers Heinz-Herbert Karry aus Frankfurt-Seckbach durch die Rote Armee Fraktion im Jahr 1981 sowie die Verbindung zum Grünen-Politiker Joschka Fischer, der gut zwanzig Jahre später Außenminister und Vizekanzler Deutschlands war. Auch die Verwüstungen und Plünderungen nach dem Hurrikan Katrina in New Orleans werden erwähnt und mit den Handlungen im Roman in Beziehung gesetzt.

### Handlung
Der Roman beginnt mit einem Autounfall zwischen Harald Hellmann und Justin, der ihm die Vorfahrt genommen hatte. Es kommt zu einem Streit der beiden, bei dem Justin seinem Gegenüber ins Gesicht schlägt, und der erst nach dem Eintreffen der Polizei aufgelöst wird. Auf der Rückfahrt nach dem Unfall kommt es sowohl im Fahrzeug von Justin wie auch bei den Hellmanns zum Streit, der bei beiden am Abend eskaliert. Justins Freundin Jessie flieht auf dem Höhepunkt des Streits, bei dem sie Justin seine Xbox über den Kopf haut, mit dem gemeinsamen Sohn Marvin aus ihrer Wohnung. Während sie durch das Treppenhaus nach unten eilt, nimmt Justin die Verfolgung mit dem Fahrstuhl auf, und während beide auf dem Weg nach unten sind, fällt der Strom aus. Jessie flieht zu ihrer Mutter und ihrem Bruder, Justin wird kurz danach von seinen Freunden Slobo und Tayfun aus dem Fahrstuhl befreit und fährt ihr hinterher. Als Jessie bei ihrer Mutter ankommt, ist nur ihr Bruder Mark da, der sie widerwillig hineinlässt. Als kurz darauf Justin in der Wohnung auftaucht, kommt es zu einer Schlägerei zwischen Justin, Jessie und Mark, die erst nach dem Auftauchen von Jessies Mutter Doris Biehler beendet wird, die soeben von der Mutter der Ärztin Katharina zurückkehrt, um ihre Sachen zu holen.
In der Notaufnahme in dem Krankenhaus, in dem Katharina arbeitet, herrscht bereits durch die Hitzewelle ein massiver Andrang an Notfallpatienten, die versorgt werden müssen. Als auch hier der Strom ausfällt und die aufgrund von Etatkürzungen schlecht gewartete Notstromversorgung nicht anspringt, kommt es zu akuten Not- und Todesfällen. Als Katharina daraufhin nach ihrer dementen Mutter in ihrer Wohnung sehen will, hat sich deren Zustand durch den plötzlichen Stromausfall verschlechtert. Sie greift sie an und Katharina wehrt sich, bis die gerade eintreffende Haushaltshilfe Doris Biehler die Situation beruhigt. Da Katharina dringend zurück ins Krankenhaus muss und ihre Mutter gleichzeitig dringende Betreuung braucht, bittet sie Doris Biehler, diese zu einem deutlich höheren Gehalt zu übernehmen. Frau Biehler stimmt dem zu und zieht zu Katharinas Mutter.
Auch bei Harald Hellmann und seiner Frau Claudia eskaliert ein längerer Streit, nachdem er ihr ihre Magersucht und Bulimie sowie ihre Frigidität zum Vorwurf macht. Kurz danach fällt der Strom aus und Harald Hellmann geht nach draußen, wo er sich mit seinen Nachbarn trifft. Nachdem Claudia seinen späteren Versöhnungsversuch abblockt und ihn auf seine „Affären“ mit Abiturientinnen zur Verbesserung von deren Noten anspricht, vergewaltigt er seine Frau. Da der Stromausfall länger anhaltend ist, versorgt sich Harald Hellmann am nächsten Tag mit Geld und Stromaggregaten und baut mit seinen Nachbarn eine bewaffnete Nachbarschaftshilfe zur Verteidigung ihres Wohnbereichs auf, um diesen gegen potenzielle Plünderungen und gegen die Bewohner der nahen Hochhaussiedlung am Atzelberg zu verteidigen.
Am nächsten Tag geht Jessie auf den Rat ihrer Mutter mit ihrem Sohn ins Krankenhaus und lässt ihn von Katharina untersuchen, die einen Darmverschluss feststellt und den Jungen direkt operiert. Marvin übersteht die Operation und Jessie bleibt während der Genesung bei ihm und unterstützt die Krankenschwestern im Krankenhaus. Justin beschließt derweil gemeinsam mit seinen Freunden, den Stromausfall für einen abendlichen Bankraub an einem Geldautomaten zu nutzen, der schiefgeht. In weiten Teilen Frankfurts ist bereits zu diesem Zeitpunkt das Chaos ausgebrochen und vor allem die großen Einkaufszentren sind Ziel von Plünderungen, Justin gelingt es, sich bei einer größeren Plünderungsaktion mit einer Polizeipistole zu versorgen. Am Folgetag beschließen Justin und seine Freunde, auf einem Bauernhof im Umland Treibstoff zu stehlen. Sie werden erwischt und Justin gerät auf der Rückfahrt in einen schweren Unfall. Erst eine Woche später erwacht er im Krankenhaus, wo er auf Jessie und Marvin trifft und sie überredet, mit ihm zurück nach Hause zu kommen.
Als sie im Hochhaus ankommen, beobachtet Justin, dass Hellmann und seine Nachbarschaftshilfe Hilfslieferungen des Technischen Hilfswerks für das Wohnviertel annehmen und einlagern. Justin wird wütend und läuft zum Wohlhabendenviertel, wo er von der Nachbarschaftshilfe überwältigt und zu Hellmann gebracht wird. Kurz danach stachelt er die Jugendlichen aus der Atzelbergsiedlung an, die Nachbarschaftshilfe zu überrennen und in der Siedlung zu brandschatzen, während Justin in die Wohnung von Hellmann eindringt und dort Pläne zur Internierung der Atzelbergbewohner findet. Er wird von Hellmann gestellt, der ihn als Plünderer erschießen will – allerdings wird Hellmann stattdessen von seiner Frau erschossen. Justin nimmt die Waffe der Frau an sich und rennt nach draußen, wo die Jugendlichen die Nachbarschaftshilfe eingekesselt haben.
Kurz danach geht der Strom wieder an und führt in der Atzelbergsiedlung zu einem Brand in der Wohnung unter der, in der sich Jessie und Marvin aufhalten. Justin rettet die beiden und bringt sie aus dem Hochhaus, wo ihn die Polizei und Claudia Hellmann erwarten, die ihn des Mordes an Harald Hellmann bezichtigt. Justin wird entsprechend festgenommen und Jessie bleibt mit ihrem Sohn allein.
Im Krankenhaus kommt es aufgrund mehrerer Brände zu einer weiteren Notfallwelle, und während einer kurzen Pause erscheint Doris Biehler bei Katharina – ihre Mutter hat aufgrund der Drohung ihrer Tochter, ins Pflegeheim geschickt zu werden, einen Selbstmordversuch mit Schlaftabletten unternommen, kann von Katharina jedoch noch gerettet werden. Um eine Betreuung ihrer Mutter und zugleich des Sohnes von Jessie zu gewährleisten, die im Krankenhaus arbeiten soll, möchte sie Doris Biehler einen weiteren Job anbieten. Das Ende lässt sowohl das Schicksal von Justin wie auch die weitere Zukunft der anderen Personen offen.

### Personen
Den drei Handlungssträngen ist jeweils eine Gruppe von Personen zugeordnet, die sich nur teilweise überschneiden:
Familie Hellmann und die Nachbarschaftshilfe
- Harald Hellmann ist Lehrer an der Beethoven-Gesamtschule in Frankfurt-Bornheim und Teil der gehobenen Mittelschicht Frankfurts. Er lebt mit seiner Frau Claudia und den beiden Söhnen Lukas und Malte im Dorfkern von Frankfurt-Seckbach.
- Claudia Hellmann ist die Ehefrau von Harald Hellmann. Sie lehnt sich gegen ihren Mann auf, der sie betrügt und vergewaltigt. Am Ende erschießt sie ihren Mann mit dessen eigener Waffe.
- Malte und Lukas Hellmann sind die Söhne der Hellmanns. Der jüngere Malte ist dabei der dominantere, der den älteren Lukas verprügelt und später auch seinen Vater bedroht.
- Die Nachbarschaftshilfe besteht aus den Nachbarn der Hellmanns im gehobenen Viertel Seckbachs.

Justins Familie und seine Freunde
- Justin ist ein junger Mann, der mit seiner Freundin Jessie und dem gemeinsamen Sohn Marvin im zehnten Stock eines Hochhauses in der Hochhaussiedlung am Atzelberg in Seckbach wohnt. Das Viertel ist ein sozialer Brennpunkt und Justin wird als arbeitsloser Prolet dargestellt, der sich seinen Lebensunterhalt als gelegentlicher Drogendealer verdient.
- Jessie Biehler ist die Freundin von Justin und Mutter des gemeinsamen Sohnes Marvin, zugleich die Tochter von Doris Biehler und Schwester von Mark. Sie verlässt Justin im Streit und kümmert sich später um ihren Sohn im Krankenhaus, wo sie auch die Krankenschwestern unterstützt.
- Marvin ist der zweijährige Sohn von Justin und Jessie. Nachdem Jessie ihren Freund verlassen hat, wird bei ihm ein Darmverschluss festgestellt, der von Katharina operiert wird.
- Mark und Doris Biehler: Doris Biehler ist die Mutter von Jessie und zugleich die Haushaltshilfe von Katharinas Mutter. Sie nimmt Jessie nach ihrem Streit mit Justin auf und bringt sie in Kontakt mit Katharina.
- Slobo und Tayfun sind zwei Freunde von Justin, die mit ihm erst einen Bankraub und später einen Treibstoffdiebstahl bei einem Hof im Umland planen, die jedoch beide schiefgehen.

Katharina, ihre Mutter und die Ärzte des Krankenhauses
- Katharina Debius ist Ärztin und arbeitet in der Notaufnahme des Krankenhauses, die bereits vor der dem Stromausfall durch die Hitzewelle überlastet ist. Sie stammt aus einem kleinen Ort im Umland von Siegen und zog mit ihrer Mutter nach dem Tod ihres Vaters nach Frankfurt.
- Katharinas Mutter Helene Debius ist dement. Ausgelöst durch den Stromausfall entwickelt sie eine Kriegspsychose, bei der sie sich in die Endphase des Zweiten Weltkriegs zurückversetzt fühlt und ihre Tochter nicht erkennt und dadurch der Intensivbetreuung bedarf, die von Doris Biehler übernommen wird.
- Basim Anwari ist ebenfalls Arzt und Kollege von Katharina, ihr gemeinsamer Chef ist Professor Beinlich.

Eine Sonderrolle in dem Roman spielt Doris Biehler, die als Jessies Mutter und Betreuerin von Katharinas Mutter diese beiden Handlungsstränge und die darin agierenden Personen zusammenführt.

## Rezeption

Peter Schwindt, Autor des Romans Schwarzfall, 2010

Der Roman Schwarzfall erschien nach Ansicht der Frankfurter Rundschau im Rahmen eines Booms von Regional-Krimis mit Frankfurter Lokalkolorit und wurde mit entsprechenden Werken verschiedener Autoren mit unterschiedlichem Fokus in Bezug gesetzt. Dazu gehören unter anderem Jörg Reckmann und Nele Neuhaus, deren Krimis in der Gegenwart in Frankfurt sowie im nahegelegenen Taunus spielen. Im Vergleich zu diesen „zieht“ Peter Schwindt bei Schwarzfall „die Daumenschrauben bei Tempo und Szenario (…) an“ und fokussiere seine Handlung auf ein „dunkles und schwülheißes Frankfurt“, in dem „Gruppen ums Überleben kämpfen und die öffentliche Ordnung sich auflöst“.
Darüber hinaus wurde Schwarzfall in mehreren Rezensionen mit unterschiedlichem Ergebnis besprochen. In der Rezension auf dystopischeliteratur.org bescheinigt der Autor dem Roman zwar einen Plot, der „doch eigentlich alles, was man braucht, um einen interessanten Thriller zu stricken“, habe und der „durchaus überzeugend“ sei, kommt jedoch am Ende zu dem Fazit, dass „Schwindt seine Möglichkeiten leider nicht genutzt hat“ und den Roman „durch die wenig liebevolle Gestaltung und Präsentation der Figuren“ und den sprachlichen Stil „so stark getrübt“ habe, dass er ihn „nicht zur Lektüre empfehlen“ und „sogar nicht einmal mehr als mittelmäßig bezeichnen“ könne. Silke Schröder von „Hallo Buch“ sieht Schwarzfall als „spannenden Katastrophenroman, der vielleicht gar nicht so weit von Realität entfernt ist“, bemängelt jedoch die blassen Figuren und in vielen Fällen die fehlende Zuspitzung. Carina Schöning schließt sich dieser Position weitgehend an, nach ihrer Rezension sei Schwarzfall „ein gelungener Thriller, der fesselnd von einer deutschlandweiten Katastrophe und ihren Auswirkungen auf Gesellschaft und Individuen erzählt“, negativ seien der geringe Umfang und die „etwas klischeehaften Figuren“.
Nach Michael Lehmann-Pape sei es dem Autor dagegen gelungen, in „sprachlich ausgewogener Form“ und „mit einem geschärften Blick für das Detail und in unaufgeregtem Erzählstil“, „aus den zunächst vorgestellten Stereotypen seiner Protagonisten eine lebendige und nachvollziehbare Entwicklung der Personen intensiv zu vermitteln.“ Er sieht die Entwicklung der beiden Hauptpersonen Justin „vom verantwortungslosen Mann der Unterschicht (…) zu einem verantwortlichen Vater“ und Harald Hellmann zum Anführer der militanten Nachbarschaftshilfe sowie deren Kontrast als eigentliches Thema des Buches.

## Ausgaben
- Peter Schwindt: Schwarzfall. Thriller, Piper, München/Zürich 2010, ISBN 978-3-492-25816-6.

## Belege und Anmerkungen
1. ↑  Im Buch schreibt der Autor: Selbst ein Landesminister hatte hier sein Domizil gehabt, doch Heinz-Herbert Karry lebte schon seit dreißig Jahren nicht mehr. Im Mai 1981 hatten ihn Terroristen im Schlaf erschossen. Die Pistole wurde zusammen mit anderen Waffen, die man aus einer amerikanischen Kaserne gestohlen hatte, in einem Auto transportiert, das einem Mann gehörte, der keine zwanzig Jahre später Vizekanzler und Außenminister geworden war. In: Peter Schwindt: Schwarzfall. Piper Verlag, München 2010; S. 22–23. ISBN 978-3-492-25816-6.
2. ↑  Im Buch schreibt der Autor: Katharina erinnerte sich noch an die Bilder, als der Wirbelsturm, der ihren Namen trug, New Orleans zerstört hatte. In: Peter Schwindt: Schwarzfall. Piper Verlag, München 2010; S. 226. ISBN 978-3-492-25816-6.
3. 1 2  Frankfurt-Krimis – Zum Sterben schön. In: Frankfurter Rundschau, 30. September 2010; abgerufen am 17. Januar 2015.
4. ↑  Ziemlich Zappenduster: Ein Rezensent sieht schwarz. (Memento vom 7. Dezember 2011 im Internet Archive) Rezension auf Dystopische Literatur, ohne Datum; abgerufen am 17. Januar 2015.
5. ↑  Silke Schröder: Peter Schwindt: Schwarzfall. Rezension auf hallo-buch.de, 9. April 2010; abgerufen am 17. Januar 2015.
6. ↑  Carina Schöning: Schwarzfall von Peter Schwindt. Rezension auf fantasyguide.de, ohne Datum; abgerufen am 17. Januar 2015.
7. ↑  Michael Lehmann-Pape: Peter Schwindt - Schwarzfall. Rezension auf rezensions-seite.de, ohne Datum; abgerufen am 17. Januar 2015.